# Wiedersödt
Wiedersödt ist eine Siedlung in der Gemeinde Aigen-Schlägl im Bezirk Rohrbach in Oberösterreich.

## Geographie

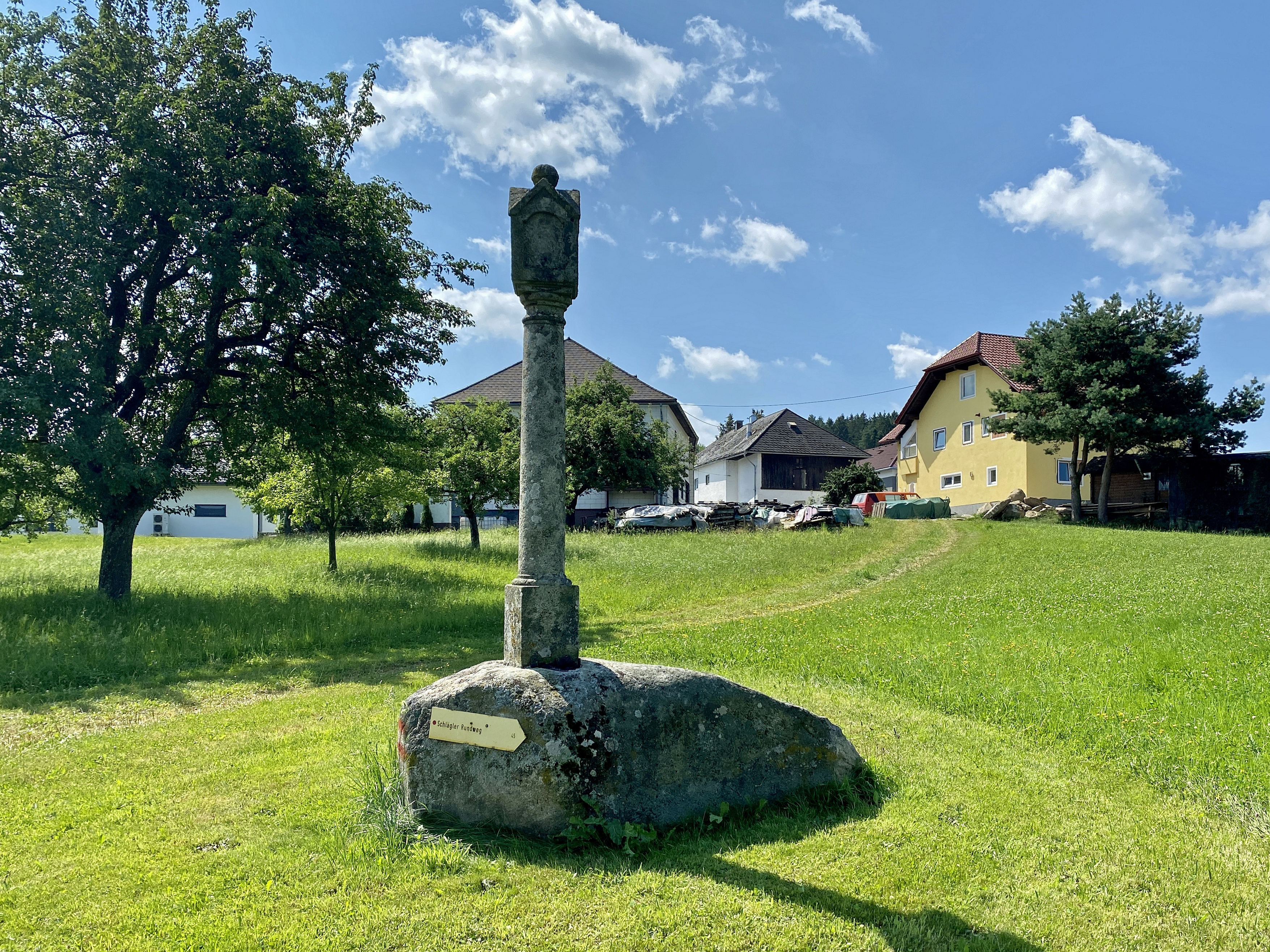
Bildstock bei Wiedersödt

Der Weiler Wiedersödt befindet sich südöstlich des Gemeindehauptorts Aigen im Mühlkreis und gehört zur Ortschaft Winkl. Er liegt im Einzugsgebiet der Großen Mühl. Wiedersödt ist Teil der 22.302 Hektar großen Important Bird Area Böhmerwald und Mühltal.

## Geschichte
Die römisch-katholische Pfarrzugehörigkeit von Wiedersödt wechselte 1775, auf Anordnung von Fürstbischof Leopold Ernst von Firmian, von Rohrbach zu Aigen. Bis zur Gemeindefusion von Aigen im Mühlkreis und Schlägl am 1. Mai 2015 gehörte die Siedlung zur Gemeinde Schlägl.